# Kirche Hl. Großmärtyrer Georg (Aleksandrovo)
Die Kirche Hl. Großmärtyrer Georg (serbisch-kyrillisch : Црква Светог великомученика Георгија, Crkva Svetog velikomučenika Georgija) im Dorf Aleksandrovo ist eine serbisch-orthodoxe Kirche in der autonomen nordserbischen Provinz Vojvodina.
Das von 1930 bis 1937 erbaute Gotteshaus ist dem Patrozinium des heiligen Großmärtyrers Georg unterstellt und ist die Pfarrkirche der Pfarrei Aleksandrovo im Dekanat Žitište der Eparchie Banat der serbisch-orthodoxen Kirche.

## Lage
Die Kirche steht im Dorfzentrum von Aleksandrovo, einem Dorf in der Opština Nova Crnja, im serbischen Mittelbanat.
Sie steht im umzäunten Kirchhof an der Straße Ulica Mihajla Pupina. Die genaue Adresse der Kirche lautet Ulica Mihajla Pupina Nr. 53.
Bei der Kirche befindet sich der Dorfpark. Nahe der Kirche verlaufen auch die Straßen Ulica Nikole Tesle und die Ulica 4. Oktobra.
Im Dorf existieren zudem ein Pfarrhaus und ein serbisch-orthodoxer Dorffriedhof.

## Geschichte

### Vorgeschichte
Aleksandrovo ist eine recht junge Siedlung. Die Gründung der Kolonie Aleksandrovo und von vielen anderen neuen serbischen Ortschaften begann kurz nach dem Ende des Ersten Weltkriegs im neu erschaffenen Königreich Jugoslawien, in den Jahren 1919 und 1920, als das Eigentum des Grafen Andrija Čekonjić parzelliert wurde.
Die Dorfgründer (Kolonisten) waren Serben, die größtenteils aus der Region Lika in Kroatien, im geringeren Ausmaß aus Bosnien und aus dem Banat kamen. Viele der Banater Serben kamen aus den Dörfern um die Städte Kikinda und Zrenjanin, einige aus den Orten, die nach der Korrektur der jugoslawisch-rumänischen Grenze an Rumänien gefallen waren, wie z. B. aus der Stadt Jimbolia (serbisch: Žombolj, deutsch: Hatzfeld).
Das Dorf Aleksandrovo wurde 1922 gegründet und größtenteils 1923 erbaut. Die Einweihung des Dorfstandortes, die Namensgebung und die Einweihung des Dorfes wurden vom Priester Anđelko Grbić vorgenommen. An diesem Tag wurden auch der Bauort für die zukünftige Kirche und ein großes Holzkreuz auf dem zukünftigen Friedhof geweiht.

### Kirchengemeinde Aleksandrovo
Nachdem ab 1926 Gottesdienste in den Häusern der Dorfbewohner Stadoja Lalić und Ilija Bogunović im Dorfzentrum gefeiert wurden, beschloss die Versammlung der serbisch-orthodoxen Kirchengemeinde in Aleksandrovo am 22. März 1927, die Gemeindeverwaltung um die Nutzung des Schulgebäudes für Gottesdienste zu bitten. Am 30. Dezember 1928 wurde im neuen Schulgebäude ein Gottesdienstraum eingerichtet.
Die Gründungsversammlung der serbisch-orthodoxen Kirchengemeinde im Dorf erfolgte am 26. Dezember 1926 und Milan Levakov wurde zu ihrem Präsidenten gewählt. Am 15. Februar 1927 wurde der Kirchenvorstand gewählt und beschlossen, eine Pfarrwohnung zu finden und einen „Konkurs für einen ständigen Dorfpriester auszuschreiben“. Die Versammlung beschloss auch, sich für den Bau der Kirche an die Ministerien für Bildung, Religion und Agrarreform zu wenden und zwei Vertreter der beiden wichtigsten Kolonistengruppen, Boža Lončarski (Banat) und Buda Trtica (Lika), sprachen mit dem Vertreter des Grafen Čekonjić, Nikola Grob, über den Verkauf eines großen Lagerraumes, dessen Material für den Bau der Kirche verwendet werden konnte.
In der Sitzung am 7. April 1927 beschloss man eine Steuer für den Unterhalt des Pfarrers von 20 Dinar pro Haus. Das Haus des Branko Maljugić wurde 1928 für den Preis von 3.600 Dinar als Priesterwohnung übernommen. Das im Zuge der im Dezember 1923 erfolgten jugoslawischen Evakuierung der Stadt Žombolj mitgebrachte kirchliche Gerät und die Ikonostase der dortigen serbisch-orthodoxen Kirche wurden im Haus untergebracht.
In der Sitzung am 8. Mai 1927 beschloss man die Bestellung einer Kirchenglocke für die zukünftige Kirche bei der Glockengießerei Jovanović in Novi Sad. Der Russe Vladimir Vahnjin wurde zum ersten Dorfpriester ernannt und am 2. November 1927 vom Priester Anđelko Grbić ins neue Amt eingeführt. Seit seinem ersten Tag im Dorf sammelte Priester Vahnjin Spenden für den Kirchenbau.
1932 wurde ein Pfarrhaus im Dorf erbaut.

### Die Georgskirche
Die Kirche wurde nach einem Bauplan eines der bekanntesten jugoslawischen Architekten der Zwischenkriegszeit, Đorđe Tabaković, im serbisch-byzantinischen Stil erbaut. Der Bischof der Eparchie Banat, Georgije, genehmigte den Kirchenbau am 17. Juni 1928.
Der Bau der Georgskirche begann 1930 und im selben Jahr wurden die Kirchenfundamente geweiht. Die Kirche wurde fast vollständig durch die Spenden der Dorfbewohner erbaut. Aber auch das Agrarministerium stellte zum Kirchenbau 30.000 Dinar zur Verfügung. Der Kirchenbau wurde vom Unternehmen des Bauunternehmers Franjo Vajda aus Novi Bečej durchgeführt.
Bis 1936 wurde das Kirchenschiff mit dem Altar erbaut, und das Projekt des Kirchturms mit dem Narthex wurde 1936 ebenfalls von Đorđe Tabaković entworfen, wobei auf eine Kuppel über dem Naos verzichtet wurde.
Nach sieben Jahren Bauzeit wurde die Kirche 1937 fertiggestellt. Am 28. November 1937 wurde das Gotteshaus vom Bischof der Eparchie Banat, Vikentije, feierlich eingeweiht. Auch werden seit 1937 die Kirchenbücher der Pfarrei geführt.

## Architektur
Die einschiffige Kirche mit einem Kirchturm und einem Narthex im Westen, einem langgestreckten Naos ohne eine Kuppel über ihm und einer halbrunden Altar-Apsis im Osten wurde im Serbisch-byzantinischen Stil erbaut. Die Kirche besitzt einen Haupteingang im Westen, über dem sich eine Patronatsfreske des Hl. Georg des Siegbringenden befindet, sowie einen Seiteneingang an der Südseite.
Die Kirchengegenstände, Liturgiegegenstände, das Kircheninventar und die Ikonostase der Kirche stammen aus der serbisch-orthodoxen Kirche der Stadt Jimbolia. Daneben haben die beiden Maler Zelinski und Đukanović auch neue Ikonen für die Ikonostase gemalt. Der Russe Vladimir Zelinski malte auch die Wandmalereien der Kirche.